# 白沙龙母庙
白沙龙母庙位于广东省肇庆市端州区西郊龟顶山东侧的西江岸边，始建于南宋咸淳年间（1265－1274年）。1984年11月19日公布为肇庆市文物保护单位。
庙原以龙母殿为中心，前有广荫坊，后有后殿，东有龙母亭，西有戏台等，现在仅存清代建筑广荫石牌坊、龙母亭和后殿。广荫坊是清光绪八年（1882年）加封而建的石牌坊，正面匾额阴刻着“圣旨”两字，两侧及上方雕刻人物、龙、狮，宝珠、花篮等。龙母亭用花岗岩石柱。盖琉璃瓦顶，内砌有石凳。后殿为单檐硬山顶，柱为花岗岩石。
民国三十五年，白沙龙母庙被占用为广东省第三监狱。1949年后，龙母庙成为高要犯人的看守所，所内人员用庙内花岗岩石板做墙基，拆庙内青砖建哨所，戏台被拆毁。